# Rajd Niemiec 1990
Rajd Niemiec 1990 (9. ADAC Rallye Deutschland) – 9 edycja rajdu samochodowego Rajd Niemiec rozgrywanego w Niemczech. Rozgrywany był od 19 do 21 lipca 1990 roku. Była to dwudziesta dziewiąta runda Rajdowych Mistrzostw Europy w roku 1990 (rajd miał najwyższy współczynnik - 20) oraz szósta runda Rajdowych Mistrzostw Niemiec.

## Klasyfikacja rajdu
| Miejsce                      | Kierowca                     | Pilot                        | Samochód                       | Czas                         | Strata                       |                              |
| Klasyfikacja generalna i ERC | Klasyfikacja generalna i ERC | Klasyfikacja generalna i ERC | Klasyfikacja generalna i ERC   | Klasyfikacja generalna i ERC | Klasyfikacja generalna i ERC | Klasyfikacja generalna i ERC |
| ---------------------------- | ---------------------------- | ---------------------------- | ------------------------------ | ---------------------------- | ---------------------------- | ---------------------------- |
| 1.                           | Robert Droogmans             | Ronny Joosten                | Lancia Delta Integrale 16V     | 3:35:09                      | 0.0                          |                              |
| 2.                           | Harald Demuth                | Manfred Hiemer               | Mitsubishi Galant VR-4         | 3:35:31                      | +22                          |                              |
| 3.                           | Mats Jonsson                 | Lars Bäckman                 | Toyota Celica GT-4 (ST165)     | 3:36:21                      | +1:12                        |                              |
| 4.                           | Ronald Holzer                | Klaus Wendel                 | Lancia Delta Integrale 16V     | 3:38:24                      | +3:15                        |                              |
| 5.                           | Ingvar Carlsson              | Per Carlsson                 | BMW M3 E30                     | 3:39:08                      | +3:59                        |                              |
| 6.                           | Sepp Haider                  | Christian Geistdörfer        | Opel Kadett GSI 16V            | 3:42:53                      | +7:44                        |                              |
| 7.                           | Erwin Doctor                 | Theo Badenberg               | Ford Sierra RS Cosworth 4-door | 3:47:35                      | +12:26                       |                              |
| 8.                           | Kalle Grundel                | Klaus Hopfe                  | Peugeot 309 GTI                | 3:48:18                      | +13:09                       |                              |
| 9.                           | Karl-Friedrich Beck          | Bernd Seiter                 | Volkswagen Golf II GTi 16V     | 3:50:10                      | +15:01                       |                              |
| 10.                          | Jens Mulvad                  | Freddy Pedersen              | Opel Kadett GSI 16V            | 3:53:18                      | +18:09                       |                              |